# ワイヤーアクション (企業)
株式会社ワイヤーアクション（英称：WireAction Inc.）は、東京都中央区築地に本社を置く、日本の゙IT技術研究開発企業である。

## 事業
2005年11月1日から、テレビ番組のクリッピングサービス「TVでた蔵（TVDataZoo）」を提供している。これは、主に小売流通事業者を顧客対象として、関東キー局のテレビ番組の内容を記録し、グルメ、美容&健康、ファッション、インテリア、旅行、レジャー&施設、住まい、エンターテイメント、本、CD&DVD、家電、車&バイク、スクール、趣味、キッズ、ペット、タレント、ウェディング、金融&保険などのカテゴリ単位で、放送内容を電子メールで配信する。配信内容は番組の放送日時、放送局名、放送番組名、情報キーワード、放送内容サマリー（要約）、放送時間などである。1日に午前と午後の2回配信する「メール配信サービス」、指定番組の放送終了後1時間以内に配信する「速報メールサービス」、過去の放送内容がフリーキーワード検索可能な「キーワード検索サービス」がある。
「TVでた蔵」は主に小売流通事業者を対象としたB to Bのサービスだが、2006年1月18日から、一般のテレビ視聴者を対象にテレビ番組の放送内容をクリッピングして携帯電話に配信する、B to Cのサービス「TVみた蔵（てれびみたぞう）」も開始した。1月21日から、一般テレビ視聴者を対象にテレビCMの視聴者を携帯電話サイトに誘導する広告配信サービス、「TVみた蔵CM」の実証実験を開始した。
2007年3月にインタラクティブ・プログラム・ガイドと、放映ログ情報の配信事業において包括的業務提携契約を締結し、放映ログ情報を活用した新しいテレビ番組ガイドサービスを共同で開発・提供することに合意した。2007年7月にエンタテインメントプラス、オプト、ジェイティービー、昭文社、ツタヤオンライン、リアルコミュニケーションズ、レーベルゲート他の各社と、放送と通信連携型サービスの研究を目的とした「テレビマッチングサービス・コンソーシアム」を発足させた。
2008年1月16日から「テレビマッチングサービス・コンソーシアム」と協業で、放送されたテレビ番組の放送内容検索サービス「TVais（テレビアイズ）」のベータ版を提供開始した。伊藤忠商事、エンタテインメントプラス、昭文社、ツタヤオンライン、ぴあ、レーベルゲートなどが参加したが、のちに終了した。
2008年8月27日から、カカクコムが運営する「価格.COM」へ情報のOEM提供を開始した。これは「テレビ紹介情報」と称し、関東地区地上波民放5局の番組で紹介された商品の情報を、番組内容や出演者情報と合わせて放送時間順に紹介するサービスである。各商品情報から「価格.com」が扱う関連商品ページや検索結果ページにアクセスできた。現在はサービスを終了している。
ステガノグラフィー（電子透かし）技術の応用により、一つの二次元バーコードに複数の読み取り結果を付与する技術を開発した。この技術は今後、権限による読み取り内容の管理や、トレーサビリティへの応用などが考えられる。
2011年4月1日に関西地区の放送ログ情報、2014年9月1日に中京地区の放送ログ情報、それぞれの提供を開始した。
2013年9月1日に本社を東京都港区麻布十番から中央区築地へ移転した。

### TVでた蔵
NHK総合テレビと関東キー局5局（日本テレビ・テレビ朝日・TBSテレビ・テレビ東京・フジテレビ）の過去一年間の放送内容を記録している（2023年11月24日以前は2010年4月15日以降の放送内容を記載していた）。検索機能はGoogleのカスタム検索を用いる。
過去にはgooや価格.comでも同様のサービスを実施していたが、それらはいずれも終了しており、同サービスを実施しているのは実質「TVでた蔵」のみとなっている。

### 他のサービス
企業向け有料サービスとして、「TV ONAIR CHECK for Business」（ビジネス向けリアルタイム・テレビ放送内容確認サービス）と「TV ONAIR CHECK for Net Contents」（契約企業が提供するサービスのコンテンツとして、テレビ放送内容をXML/APIで提供するサービス）を提供している。
TVでた蔵のウェブサイトで「Live on TV」（テレビ番組のデータベースサービス）をリンクしている。
2022年より、ニホンモニターと共同で「タレント番組出演本数ランキング」の関西版を集計している。